# Canki
Canki – osada w Polsce położona w województwie warmińsko-mazurskim, w powiecie giżyckim, w gminie Ryn, sołectwo Tros.
W latach 1975–1998 miejscowość należała administracyjnie do województwa suwalskiego.

## Historia
Po II wojnie światowej w Cankach utworzono Państwowe Gospodarstwo Rolne Canki. Była tutaj gorzelnia, która pracowała do 1975 roku.